# Presidential Lakes Estates
Presidential Lakes Estates és una concentració de població designada pel cens dels Estats Units a l'estat de Nova Jersey. Segons el cens del 2000 tenia 2.332 habitants.

## Demografia
Segons el cens del 2000, Presidential Lakes Estates tenia 2.332 habitants, 740 habitatges, i 629 famílies. La densitat de població era de 865,8 habitants/km².
Dels 740 habitatges en un 45% hi vivien nens de menys de 18 anys, en un 69,2% hi vivien parelles casades, en un 10,1% dones solteres, i en un 14,9% no eren unitats familiars. En el 9,9% dels habitatges hi vivien persones soles el 2,2% de les quals corresponia a persones de 65 anys o més que vivien soles. El nombre mitjà de persones vivint en cada habitatge era de 3,15 i el nombre mitjà de persones que vivien en cada família era de 3,35.
Per edats la població es repartia de la següent manera: un 28,9% tenia menys de 18 anys, un 8,7% entre 18 i 24, un 32,5% entre 25 i 44, un 24,2% de 45 a 60 i un 5,7% 65 anys o més.
L'edat mediana era de 34 anys. Per cada 100 dones de 18 o més anys hi havia 99,9 homes.
La renda mediana per habitatge era de 68.276 $ i la renda mediana per família de 68.311 $. Els homes tenien una renda mediana de 43.241 $ mentre que les dones 28.947 $. La renda per capita de la població era de 22.995 $. Cap de les famílies i el 2,5% de la població estaven per davall del llindar de pobresa.

## Poblacions més properes
El següent diagrama mostra les poblacions més properes.